# 燦爛時光 (2003年電影)
《灿烂人生》（意大利语：La meglio gioventù），是2003年马可·图利欧·吉欧达纳（Marco Tullio Giordana）导演的意大利电影。原本是由四部分组成的迷你剧集，它在2003年的坎城影展上赢得了一種注目之最佳電影獎。该片的片名来自皮埃尔·保罗·帕索里尼的一首诗。

## 剧情
该片讲述了一个家庭的故事，设定在1966年至2003年的意大利。它记述了Caratis家族的生活，但主要集中于两个兄弟，马蒂奥（阿莱西奥·博尼）和尼古拉（路易吉·罗卡西奥），记录他们的20世纪60年代中期的狂野青春，到21世纪初的退休后生活。这部电影的目的是揭示个人和政治的相互作用，小事件由于个人的选择可能成为人生转折点。